# Zenón de Somodevilla y Bengoechea
Zenón de Somodevilla y Bengoechea (Alesanco, La Rioja, 20 de abril de 1702 — Medina del Campo, Valladolid, 2 de dezembro de 1781), o 1.º marquês de la Ensenada, foi um estadista e político ilustrado espanhol que, entre outros cargos de relevo, foi Secretário da Fazenda, Guerra e Marnha e Índias (Secretario de Hacienda, Guerra y Marina e Indias) e sucesivamente superintendente geral de Finanças, lugar-tenente general do Almirantado, Secretário de Estado, Notário dos Reinos de Espanha e cavaleiro do Tosão de Ouro (Caballero del Toisón de Oro) e da Ordem de Malta. Foi conselheiro de Estado durante três reinados, os de Felipe V, Fernando VI e Carlos III.
O seu nascimento é reclamado por duas localidades vizinhas devido à existência de duas certidões de baptismo, a primeira, a de Hervías, de 25 de abril —cinco dias depois do dia de São Zenão, seguramente a data de nascimento—, e a segunda, a de Alesanco, de 2 de junho, um documento forjado com o objetivo de justificar os direitos à nobreza que a família do pai havia reconhecido nesta vila, e cuja transmissão exigia água da pia batismal da sua igreja paroquial como prova de efetiva vizinhança. O pai de Zenón, Francisco de Somodevilla y Villaverde, fidalgo mas pobre, tinha muito boas relações com o clero destes povoados próximos a Santo Domingo de la Calzada —sua mãe inclusive tinha um sacerdote na família—, o que deve ter facilitado o segundo batismo e o segundo certificado (redigido pelo “pároco tenente” da freguesia de Alesanco, “na ausência” do seu titular). Em todo o caso, a nobreza não o salvou da precariedade, que ocasionalmente aliviou com o desempenho de alguns ofícios menores ao serviço das freguesias, indo de uma vila para outra.
Ele era um notário apostólico, um cargo mal pago; Mantinha as contas de algumas irmandades e da Arca da Misericórdia —pelo que recebia alguns alqueires de trigo por ano—, e nos últimos anos de sua vida, já morando em Santo Domingo de la Calzada onde se mudou com a família em Em 1706, tornou-se professor de primeiras letras e doutrina cristã na escola estabelecida na catedral. Zenón de Somodevilla viveu neste ambiente rural e pobre até poucos anos após a morte de seu pai, ocorrida quando ele ainda não tinha dez anos. A mãe viúva e seus cinco filhos continuaram a residir em Santo Domingo de la Calzada —aqui a mãe testemunhou em 1742 para a prova de Calatravo do agora novíssimo marquês—, e daqui, em data desconhecida, Zenón partiu para Madri para nunca mais voltar para sua terra natal.
Nada se sabe sobre a sua passagem por Madrid, mas pode-se assegurar que nunca pôs os pés numa universidade, nem foi professor de matemática, nem "professor numa das escolas régias", como lhe atribuíram alguns biógrafos antes de Antonio Rodríguez Villa, o arquivista que publicou sua biografia mais documentada em 1878, afirmou com razão: "a verdade é que até Don Zenón entrar ao serviço do Estado não havia notícias verdadeiras e verdadeiramente históricas sobre ele", isto é, até que Patiño o encontrou em Cádis, em 1720, já servindo na Marinha, destacando-se pela boa caligrafia, seguramente aprendida no ambiente escolar da catedral, ao lado do pai. Tinha então dezoito anos e Patiño já o distinguia com a primeira nomeação, a de oficial supranumerário do Ministério da Marinha, em 1 de outubro de 1720.
Desde então até conhecer o Duque de Montemar, seu patrono seguinte, e embarcar em expedições militares, Somodevilla percorre todas as fileiras civis da Marinha. Em 1725 foi nomeado primeiro oficial e comissário de matrículas na Cantábria; no ano seguinte foi cedido a Guarnizo, estaleiro perto de Santander dirigido por José del Campillo. Em 1728, Patiño nomeou-o comissário real da Marinha com destino a Cádis, de onde partiu para Cartagena e depois, em 1730, para Ferrol. A sua missão de melhorar a organização dos estaleiros está explicitada no despacho de Patiño de 6 de outubro desse ano, que reconhece "o conhecimento e as experiências do referido ministro (Somodevilla) do que se observa no arsenal de Cádiz, cujo governo Sua Majestade quer ser seguido em tudo em Ferrol”. Em julho de 1731, voltou a Cádis, ficando encarregado de organizar a esquadra que, sob as ordens de Montemar, reconquistaria Orán no ano seguinte. É o primeiro dos seus sucessos e a oportunidade de conhecer muitos daqueles que, quando se tornar ministro, farão parte da sua rede de partidários, como os seus fiéis amigos, o general Marquês de la Mina ou o conde de Superunda (depois vice-rei de Peru).
A vitória significa a sua promoção a comissário de ordens, cargo em que se destaca por conseguir a coordenação entre a Marinha e o Exército.  Em julho de 1731, voltou a Cádis, ficando encarregado de organizar a esquadra que, sob as ordens de Montemar, reconquistaria Orán no ano seguinte. É o primeiro dos seus sucessos e a oportunidade de conhecer muitos daqueles que, quando se tornar ministro, farão parte da sua rede de partidários, como os seus fiéis amigos, o general Marquês de la Mina ou o conde de Superunda (depois vice-rei de Peru). A vitória significa a sua promoção a comissário de ordens, cargo em que se destaca por conseguir a coordenação entre a Marinha e o Exército. As suas origens humildes —das quais sempre guardou a memória— contrastavam com a surpreendente e vertiginosa ascensão que a sua carreira conheceu, pois logo a seguir ao título nobre veio a comissão para servir o infante Felipe, sinal inequívoco da confiança que a rainha depositava em a ele, Isabel Farnésio, que lhe abriu as portas da Corte. Em 21 de junho de 1737, Ensenada foi nomeado secretário do Almirantado, organização chefiada pelo infante Felipe como almirante da Espanha e das Índias, a nova moeda de troca para completar a recuperação espanhola na Itália tão brilhantemente iniciada em Nápoles.

A Cruz de Calatrava, símbolo da Ordem de Calatrava.

A partir de 1733, Somodevilla encarregou-se de organizar o poder naval que culminaria com a conquista dos reinos de Nápoles e da Sicília no ano seguinte, grande sucesso da Casa de Bourbon que lhe valeu o título de marquês. O Infante Don Carlos, coroado em Nápoles como Carlos VII, nomeou-o Marquês por "misericórdia espontânea" em 8 de dezembro de 1736. A ocasião será trazida por uma nova guerra, aquela que estourou em outubro de 1740, quando o imperador Carlos VI morreu. O jovem Infante Filipe, já casado com uma filha de Luís XV e um almirante, iria comandar as tropas espanholas, tal como o seu irmão alguns anos antes, mas agora Ensenada seria muito mais que um comissário, mais ainda que um intendente da Marinha, o cargo que lhe deu Foi concedido a 5 de julho de 1737: antes de partir, foi nomeado Secretário de Estado e Guerra do Infante e “Intendente-Geral do Exército e da Marinha da expedição a Itália” (novembro de 1741). Durante quatro anos, ele foi seu secretário no Almirantado, portanto, "pelo mesmo motivo, será sua persona grata al infante", dizia a nomeação. Além disso, em 1741, recebeu o hábito da Ordem de Calatrava, a primeira das muitas distinções honoríficas que receberia antes de obter o precioso Tosão de Ouro (1751). Provavelmente a escolha de "la Ensenada" para o título se deve a um trocadilho de que Don Zenón foi o primeiro dirigir: ele era um "Nada em si", um "Adão" (reverso "Nada"); “num acidente não serei nada”, disse ao amigo Cardeal Valenti; Finalmente, em 1754 seria banido para Granada, o "Grande Nada".
No início de 1753, o marquês também podia se gabar de ter conseguido a Concordata, obra-prima da negociação secreta, tão secreta que nem o cardeal Portocarrero, embaixador em Roma, nem o núncio Enríquez descobriram. nem o próprio Ministro de Estado, Carvajal. Fora negociado em Roma por dois ensenadistas convictos, Ventura Figueroa e o cardeal Valenti, com conhecimento exclusivo do padre confessor.
Somodevilla  era um forte defensor de uma aliança francesa e de uma política hostil à Grã-Bretanha. Sir Benjamin Keene, o ministro britânico, apoiou a corte espanhola em se opor a Zenón e conseguiu impedi-lo de adicionar o cargo de estrangeiro aos outros que ocupou. Ensenada provavelmente teria caído antes, não fosse o apoio que recebeu da rainha portuguesa, Bárbara. Em 1754, ele a ofendeu ao se opor a uma troca de possessões coloniais espanholas e portuguesas na América, que ela favorecia. Após um escândalo na corte resultante de uma conspiração entre o anglófilo José de Carvajal e o embaixador britânico na Espanha, ele foi preso por ordem do rei em 20 de julho de 1754 e demitido do cargo de primeiro-ministro após a morte de Carvajal. Ele foi enviado para um confinamento moderado em Granada; posteriormente, ele foi autorizado a se mudar para o Porto de Santa Maria. Com a ascensão de Carlos III em 1759, ele foi libertado e autorizado a retornar a Madri.
O novo rei o nomeou membro de uma comissão designada para reformar o sistema tributário. Zenón logo ofendeu o rei. Em 18 de abril de 1766 foi novamente exilado da corte e mandado para Medina del Campo. Ele permaneceu aqui até sua morte em 2 de dezembro de 1781 e nunca mais se envolveu na vida pública.

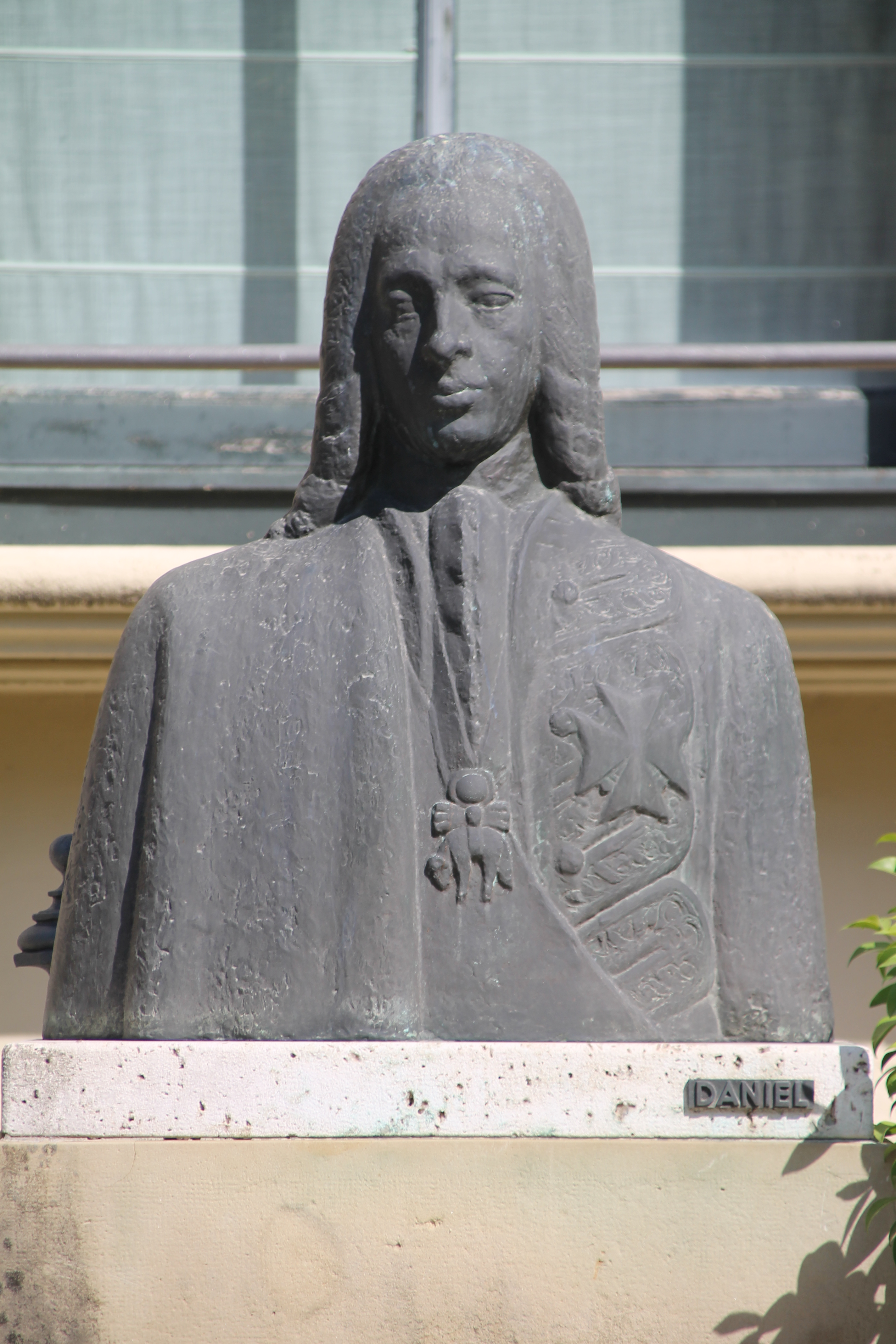
Busto de Zenón, em Logronho, Espanha.